# Pendolo orizzontale
In fisica il pendolo orizzontale è un pendolo che oscilla su un piano obliquo rispetto alla verticale. In questo caso pertanto anche l'asse di oscillazione risulta essere inclinato rispetto alla verticale. Detto quindi α l'angolo formato fra l'asse di oscillazione e la verticale, nel pendolo orizzontale risulta:
```
0° ≤ α < 90° - pendolo orizzontale
```

Per α = 90° si ha il pendolo verticale o pendolo semplice.
Il pendolo orizzontale ha trovato ampio impiego nella costruzione dei sismografi per la misura dei terremoti. Ciò in quanto essi consentono di realizzare pendoli aventi un periodo di oscillazione lungo, con dimensioni relativamente piccole.
Infatti in un pendolo semplice il periodo di oscillazione, ovvero il tempo impiegato dal pendolo per andare da un estremo all'altro e ritornare nell'estremo iniziale, è dato dalla formula:
{\displaystyle T_{pend.vert.}=2\pi {\sqrt {\frac {l}{g}}}}
dove {\displaystyle l} è il raggio di oscillazione e {\displaystyle g} l'accelerazione di gravità.
La frequenza di oscillazione è invece data da:
{\displaystyle f={\frac {1}{T}}}
Volendo quindi realizzare un pendolo con un periodo di oscillazione di 20 secondi, (cioè una frequenza di 0,05 Hz) si avrebbe bisogno di una lunghezza del raggio di oscillazione di circa 100 metri.
Nel caso del pendolo orizzontale le dimensioni del raggio si riducono notevolmente.

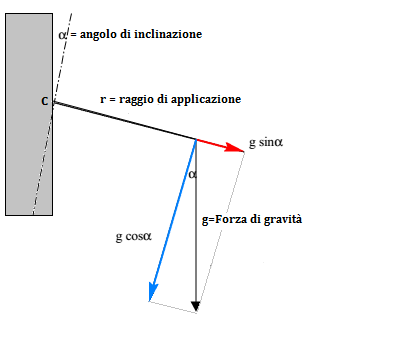
Pendolo orizzontale incernierato in C

Infatti, indicato con {\displaystyle \alpha } l'angolo di inclinazione, cioè l'angolo formato dall'asse di rotazione con la verticale passante per il punto di cerniera C, è possibile scomporre la forza di gravità {\displaystyle g} (sempre verticale) nella sua componente lungo il piano di oscillazione e la componente ortogonale a detto piano.
La componente ortogonale {\displaystyle g\cos \alpha } si annulla con la forza del vincolo nel punto di cerniera C, mentre la componente lungo il piano, {\displaystyle g\sin \alpha }, costituisce il campo di forza a cui è soggetto il pendolo.
Il periodo di questo pendolo è quindi dato dalla formula:
{\displaystyle T_{pend.orizz.}=2\pi {\sqrt {\frac {r}{gsin\alpha }}}}
Imponendo che il periodo dei due pendoli sia uguale, si ha:
{\displaystyle 2\pi {\sqrt {\frac {r}{gsin\alpha }}}=2\pi {\sqrt {\frac {l}{g}}}}
Cioè:
{\displaystyle l={\frac {r}{sin\alpha }}}
valore che tende a crescere all'infinito con {\displaystyle \alpha } che tende a zero.
Riprendendo l'esempio precedente del pendolo con un periodo di oscillazione di 20 secondi, si vede che con un angolo {\displaystyle \alpha =0,5^{o}} e {\displaystyle l=100\,m.} si ottiene {\displaystyle r=87\,cm.}
Quindi un pendolo orizzontale con un raggio di oscillazione di 87 cm. oscilla alla stessa frequenza di un pendolo verticale con un raggio di oscillazione di 100 metri.